# Krzesowo
Krzesowo [kʂɛ'sowo], zeitweise auch Krzosowo [kszo'sowo]  (deutsch Krzossowen, 1938 bis 1945 Kreuzeck) ist ein kleiner Ort in der polnischen Woiwodschaft Ermland-Masuren. Er gehört zur Gmina Mrągowo (Landgemeinde Sensburg) im Powiat Mrągowski (Kreis Sensburg).

## Geographische Lage
Krzesowo liegt in der südlichen Mitte der Woiwodschaft Ermland-Masuren, sieben Kilometer südlich der Kreisstadt Mrągowo (deutsch Sensburg).

## Geschichte
Das frühere Krzossowen bestand ursprünglich lediglich aus einem kleinen Gehöft und wurde 1823 als Erbfreigut gegründet. Bis 1945 war es ein Wohnplatz in der Gemeinde Grabowo (Grabowen, 1938 bis 1945 Grabenhof) im Kreis Sensburg und zählte 1867 sechs, 1885 acht und 1905 zehn Einwohner. Im Jahre 1938 wurde Krzossowen aus politisch-ideologischen Gründen der Abwehr fremdländisch klingender Ortsnamen in „Kreuzeck“ umbenannt.
Seit 1945 liegt der Ort in Polen und trägt die polnische Namensform „Krzesowo“ (anfangs auch „Krzosowo“). Er ist heute eine Ortschaft innerhalb der Gmina Mrągowo (Landgemeinde Sensburg) im Powiat Mrągowski (Kreis Sensburg), bis 1998 der Woiwodschaft Olsztyn (Allenstein), seither der Woiwodschaft Ermland-Masuren zugehörig.

## Religion
Bis 1945 war Krzossowen (Kreuzeck) sowohl evangelischer- wie auch katholischerseits nach Sensburg eingepfarrt. Während für die evangelischen Einwohner der Bezug zur Kreisstadt weiter besteht, gehören die katholischen Kirchenglieder jetzt zur Pfarrei in Grabowo.

## Verkehr
Krzesowo ist von der Woiwodschaftsstraße 600 bei Karwie (Karwen) zu erreichen, auch besteht eine Landwegverbindung zum Nachbarort Krzywe (Krummendorf). Eine Bahnanbindung existiert nicht.